# История Кипра

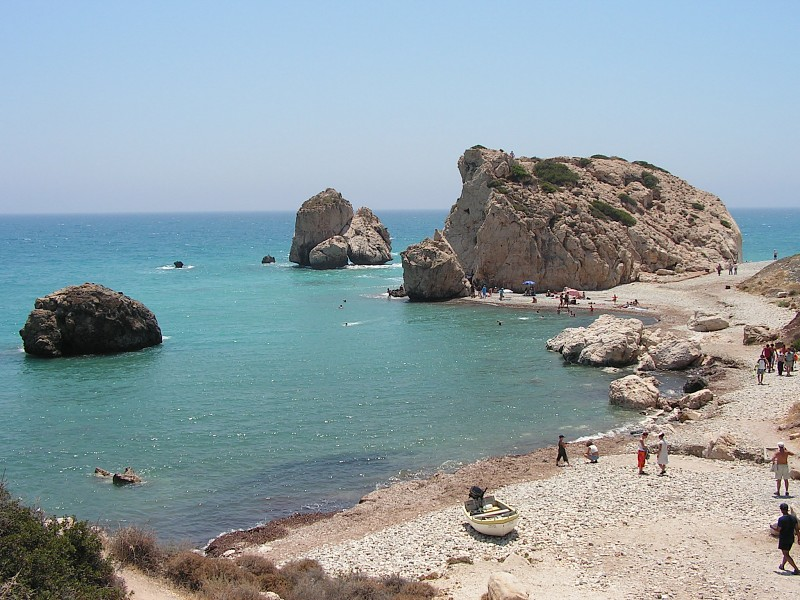
Бухта Афродиты, по легенде — место рождения богини любви

## Ранняя история

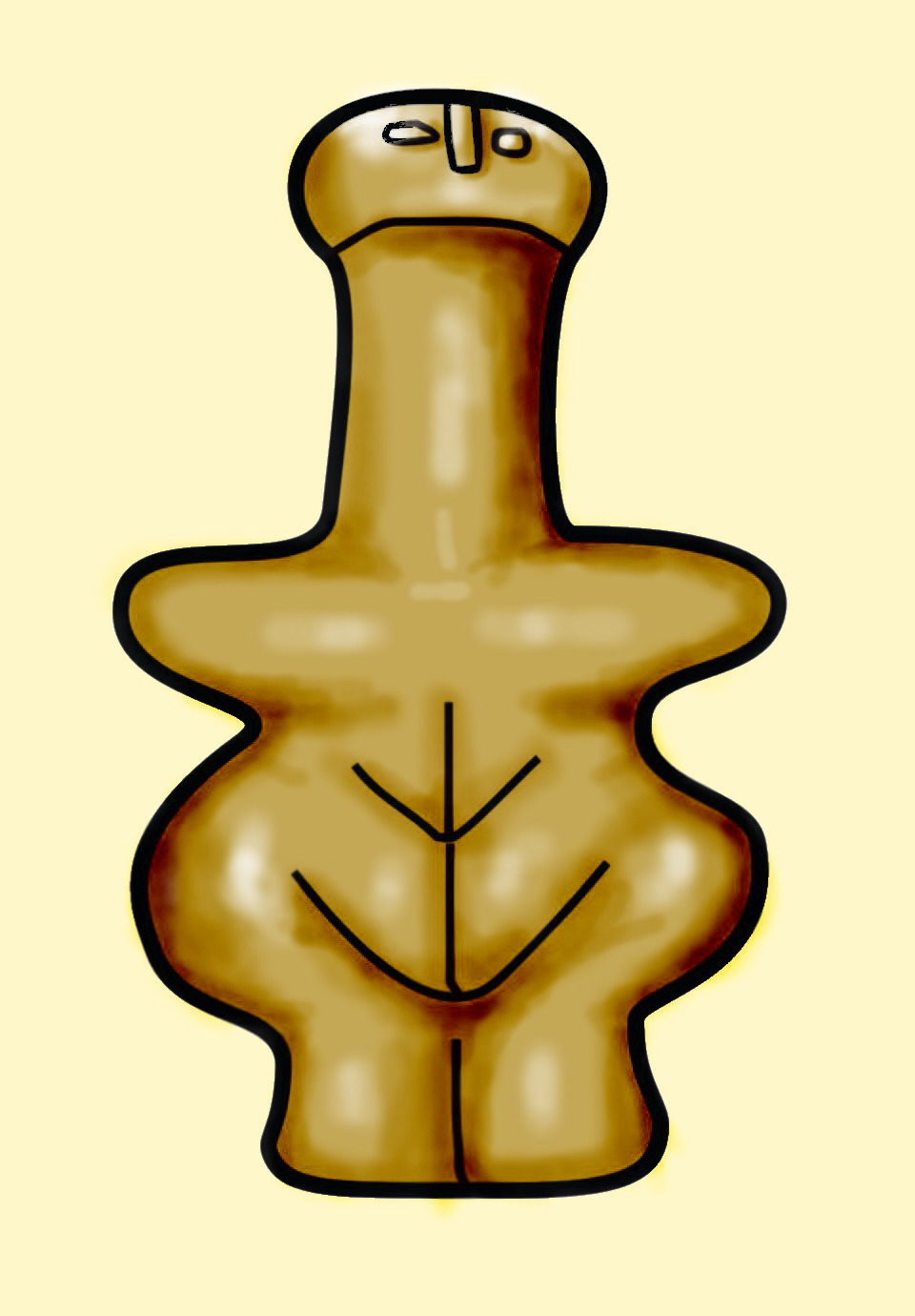
Статуэтка эпохи халколита

История острова начинается с эпохи докерамического неолита (поселение Хирокития). Памятники Кипра этого периода близки памятникам материковой Палестины. Неолит резко обрывается в результате похолодания 6200 г. до н. э., после чего в археологии острова наблюдается хронологическое зияние.
Для эпохи энеолита характерны статуэтки с распростёртыми руками (Помосский идол).
В раннем бронзовом веке вместо прежних круглых домов появляется новая архитектура культуры Филия. До середины XX в. археологи считали, что население бронзового века составляли минойцы ввиду сходства кипро-минойского письма с более ранним критским, однако в настоящее время признано, что речь шла лишь о культурных контактах и заимствованиях с Крита, тогда как кипрская культура бронзового резко отличалась от культур Эгейского бассейна, зато имела немало общего с другими культурами Леванта.
По мнению ряда археологов, после минойской катастрофы XV веке до н. э. на Кипре возникло государство Аласия (Алашия), правитель которого именовался в XIV веке до н. э. братом фараона. Однако более распространена точка зрения, что города-государства Кипра сохраняли независимость друг от друга, а Аласия была лишь наиболее влиятельным из них (и подобная ситуация сохранялась вплоть до эллинистической эпохи). В XIII веке до н. э. остров краткое время был поочерёдно вассалом то хеттов, то враждебных им египтян.
В ходе «бронзового коллапса» на остров проникают «народы моря», в составе которых были и греки-ахейцы. Тем не менее, в отличие от большей части Средиземноморья, на Кипре вместо культурного разрыва с предыдущей эпохой наблюдается медленное «врастание» ахейских инноваций в местную культуру, а сам остров переживает расцвет из-за гибели бывших конкурентов на материке (Хеттское царство и Египет).
Кипро-минойское письмо продолжает использоваться захватчиками, однако форма знаков постепенно меняется. Примерно с IX века до н. э. на Кипре появляются надписи на аркадо-кипрском диалекте греческого языка, выполненные местным кипрским письмом, однако местный этеокипрский язык засвидетельствован вплоть до IV—III веков до н. э. При этом культурно Кипр довольно сильно отличается от материковой Греции, хотя постепенно и усваивает общегреческие культурные инновации.
Параллельно происходила финикийская колонизация Кипра. Появились так называемые десять городов-государств Кипра.

## Античность

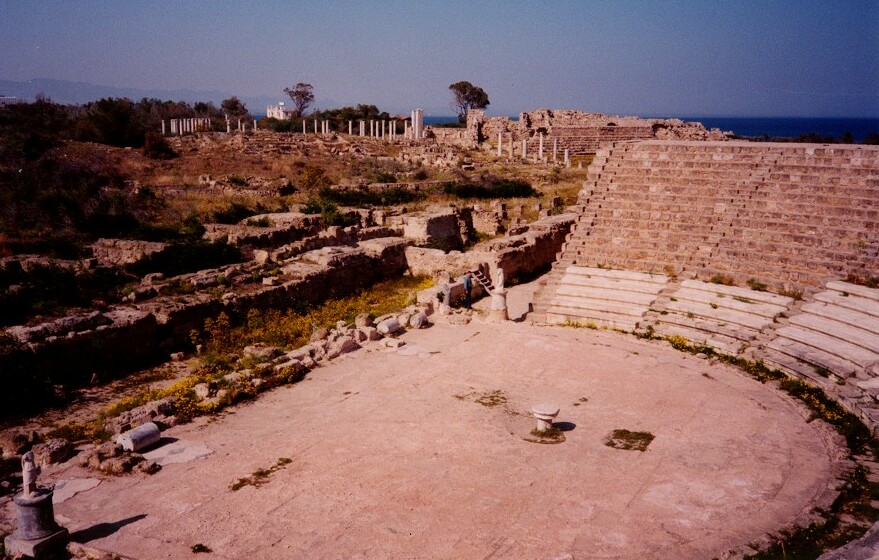
Руины древнего города Саламин около Фамагусты.

В 526 году до н. э. после разгрома Египта Кипр вошел в состав персидской сатрапии Иония. В 449 году до н. э. в конце греко-персидских войн афинский десант из 200 кораблей захватил Кипр и отразил персидскую контратаку из Киликии, однако в 380 году до н. э. персидский царь Артаксеркс II вновь вернул остров в состав Персии на правах автономии. В 350 году до н. э. на Кипре вспыхнуло антиперсидское восстание, которое было подавлено в 344 году до н. э.
В результате походов Александра Македонского Кипр был отторгнут от Персии и присоединен в 321 году до н. э. к эллинистическому Египту. На рубеже IV—III вв. до н. э. Кипром на время завладели Селевкиды.
В 58 году до н. э. Кипр стал римской провинцией.

### Доэллинистические правители Кипра
- ок. 411 — 374/373 до н. э. стратег Эвагор I Тевкрид, царь Саламина
- 374/373 — 362/359 до н. э. стратег Никокл, царь Саламина
- 362/359 — 351/350 до н. э. стратег Эвагор II Тевкрид, царь Саламина
- 351/350 — 332/331 до н. э. стратег Пнитагор, царь Саламина
- 332/331 — ок. 311 до н. э. стратег Никокреон, царь Саламина

### Эллинистические правители Кипра (Лагиды)
- 310/9—306 до н. э. стратег Менелай, царь Саламина, брат фараона Птолемея I
- 306—295 до н. э. Деметрий I Полиоркет (из династии Антигонидов)
- 246/5—240 до н. э. стратег Лисимах (ум. 221 до н. э.), сын фараона Птолемея II и Арсинои I, наместник в Фивах в 240 до н. э., убит Сосибием.
- 166—152 до н. э. Птолемей Эвпатор (166—152 до н. э.), сын фараонов Птолемея VI и Клеопатры II, наследник египетского престола
- 132—125 до н. э. Птолемей Фискон (фараон Птолемей VIII, изгнанный из Египта Клеопатрой II правил на Кипре)
- 118—116 до н. э. стратег Птолемей Лафур, будущий фараон Птолемей IX
- 116—114/3 до н. э. стратег Птолемей Александр Филометор, будущий фараон Птолемей X
- 114/3—107 до н. э. Птолемей Александр Филометор, будущий фараон Птолемей X
- 107/5—81 до н. э. Птолемей Лафур, фараон Птолемей IX
- 81—58 до н. э. Птолемей Кипрский (р. ок. 116 г. до н. э.), сын фараона Птолемея IX, покончил с собой
- 58—48 до н. э. римская аннексия
- 48—44 до н. э. Птолемей Филопатор, будущий фараон Птолемей XIV, провозглашен царем Кипра Юлием Цезарем
- 48—44 до н. э. Арсиноя IV (68/62—41 до н. э.), дочь фараона Птолемея XII, провозглашена царицей Кипра Юлием Цезарем
- 44—30 до н. э. Клеопатра, фараон Египта Клеопатра VII
- 44—41 до н. э. стратег Серапион, казнён Марком Антонием

## Средневековье
После распада Римской империи на Восточную и Западную части, Кипр в 395 году оказался под властью Византии, став её частью. Этот период продолжался почти 800 лет, прерванный периодом арабского доминирования 648—965. В это же время Кипрская православная церковь получила статус автокефальной на Эфесском соборе.
В 688 году Кипр захватили арабы. Император Юстиниан II и халиф Абд аль-Малик сумели достичь беспрецедентного соглашения. Следующие 300 лет Кипр был под властью одновременно и арабов, и Византии в качестве кондоминиума, несмотря на постоянные материковые войны между двумя сторонами. Этот период длился вплоть до 965 года, когда возрождающаяся Византия окончательно завоевала весь остров, образовав на его территории фему Кипр. В 1185 году, последний византийский правитель Кипра — Исаак Комнин Кипрский поднял восстание и попытался захватить трон. Его попытка государственного переворота оказалось безуспешной, однако Исаак сумел удержать контроль над островом.
Действия Византии против Комнина потерпели неудачу, так как он заручился поддержкой Вильгельма II Доброго. Император имел соглашение с султаном Египта, согласно которому должен был закрыть кипрские гавани для крестоносцев.

### Кипр под властью крестоносцев

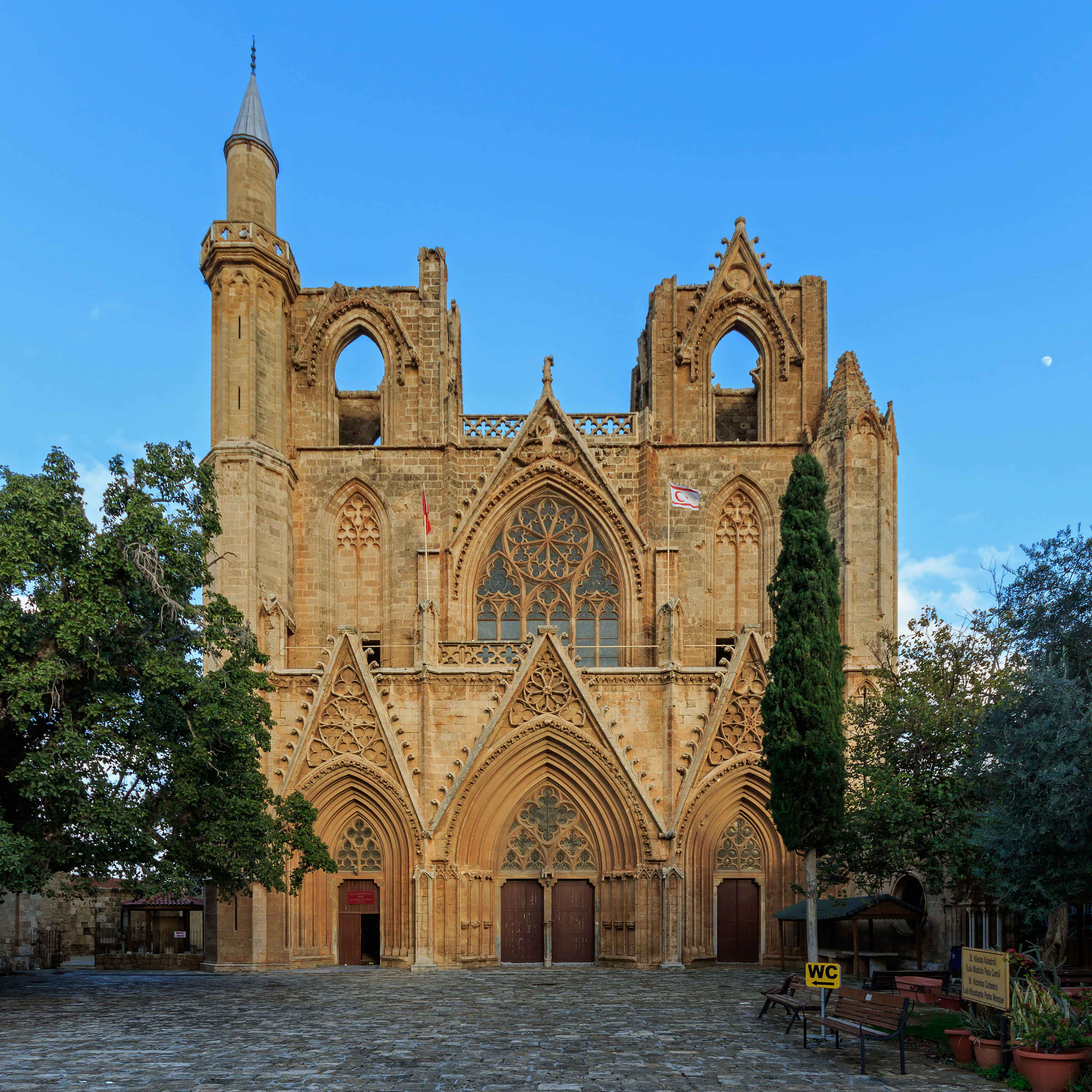
Готический фасад собора Святого Николая в Фамагусте. XIV век.

В 1191 году, во время правления Исаака Комнина Кипрского, английский король Ричард I Львиное Сердце занял остров во время Третьего крестового похода. В апреле 1191 король Ричард прибыл на остров Родос и 6 мая 1191 года занял Лемесос (современный Лимасол). Исаак Комнин прибыл слишком поздно и отступил в крепость Колосси.
Ричард Львиное Сердце получил военную помощь от короля Иерусалимского и от своего вассала Ги де Лузиньяна и одержал победу над византийскими силами. Комнина заковали в серебряные цепи, так как король Ричард обещал никогда не заковывать его в «железо».
После поражения Византии Ричард I в июне 1191 года отбыл в Святую землю с большей частью своей армии, разграбив остров, и перерезав всех, кто осмелился сопротивляться ему. Кипр остался базой в тылу для крестоносцев. Перед отправлением Ричард I женился на Беренгарии, старшей дочери короля Санчо VI Наваррского. Свадьба состоялась 12 мая 1191 года в церкви Святого Георгия в Лемесосе.
В 1192 году бывший король Иерусалима Ги де Лузиньян выкупил остров у ордена тамплиеров, основав тем самым Кипрское королевство, а его брат и наследник Амори I де Лузиньян в 1197 году короновался первым королём Кипра. Наивысшего политического и экономического могущества Кипрское королевство достигло в период правления потомков Амори I, королей Гуго IV (1324—1358) и Петра I (1358—1369). После поражения в кипро-генуэзской войне 1373—1374 годов экономическое положение королевства было безвозвратно подорвано, что привело к политическому закату государства.
Лузиньяны правили Кипрским королевством до 1489 года, когда последняя королева Кипра, Катерина Корнаро, отреклась от престола и передала Кипр Венецианской республике.

### Венецианский период
В 1489 контроль над Кипром перешёл к Венецианской республике, после отречения королевы Катерины Корнаро, последней в династии Лузиньянов.
Венецианцы продвигают на острове католицизм, тогда как местное население, состоящее преимущественно из этнических греков, традиционно придерживается православия.
Из-за своего выгодного стратегического положения, остров подвергался неоднократным нападениям усилившейся Османской империи. Венецианцы построили крепости в Фамагусте, Никосии и Кирении. В конце XVI века могущество Венецианской республики клонилось к закату. Несмотря на героическую оборону, в 1570 году Фамагуста пала.
Собор Святого Николая в Фамагусте был переделан османами в мечеть, впоследствии названную в честь турецкого генерала паши Лала Мустафа — завоевателя Кипра.
Победа над османским флотом в битве при Лепанто не спасла ситуацию.

## Османский период

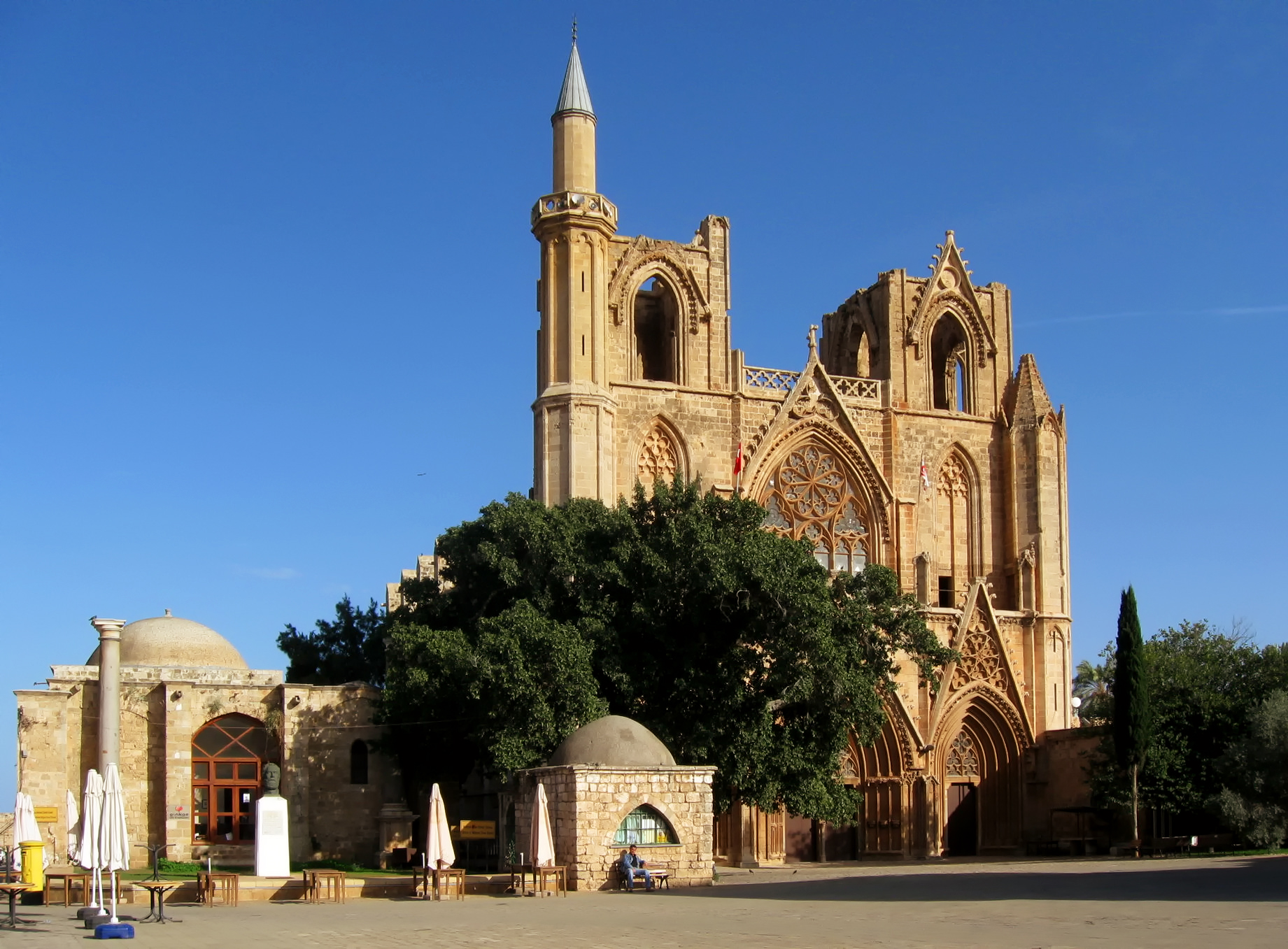
Собор Святого Николая в Фамагусте, перестроенный турками-османами в мечеть.

В 1571 году остров был окончательно захвачен Османской империей. Среди населения появилась новая община — турки. Империя раздавала тимары (феодальные наделы) своим солдатам. В течение 17 века турецкое население быстро росло.
Османская империя установила на Кипре налоговую систему, такую же, что и в других завоёванных христианских областях. Христиане считались «зимми» («людьми Писания»), за которыми признавалось право на жизнь, однако же они были обязаны платить дополнительный налог — джизия. Такая организация способствовала широкому переходу местного населения в ислам. Многие греки-киприоты переходили в ислам только формально, тайно продолжая придерживаться христианства, однако в течение нескольких поколений они постепенно подверглись «отуречиванию».
Греческое и турецкое население острова при Османской империи пользовались правом самоуправления, основанного, соответственно, на православной церкви и на исламе, и имели фактически раздельные органы власти, что заложило основы последующего раздела острова между общинами.
Многие турки, чьи предки жили на острове 300 лет, остались и после перехода власти к Британии в 1878 году. В 1970-х этнические турки составляли 18 % населения, греки — оставшиеся 82 %.
Османская империя отменила крепостное право, распространённое византийскими императорами на крестьян — греков. Немусульманам было предоставлено самоуправление, что сильно укрепило позиции Православной церкви. Османы стремились превратить кипрскую православную церковь в самостоятельную организацию, так как боялись усиления католической церкви, тесно связанной с Западной Европой.
Архиепископ Кипрский стал не только религиозным лидером, но и лидером этнических греков, а церковь стала охранителем греческого культурного наследия и несла ответственность за сбор налогов и их передачу турецкой администрации.
Тяжёлые налоги и злоупотребления местной администрации вызвали серию восстаний, все они были подавлены. Между 1572 и 1668 таких восстаний было около двадцати восьми.
В 1660 султан назначил архиепископа и епископов «защитниками народа» и представителями перед султаном. В 1670 остров был передан под юрисдикцию адмирала османского флота, получившего на Кипре гражданскую власть. В 1703 Кипр был передан великому визирю.
С началом борьбы Греции за независимость от Османской империи с 1821 года восстания начинают охватывать и Кипр. Несмотря на получение Грецией независимости в 1829 году, Кипр остался в составе империи.
В 1869 году трёхвековое правление турок пришло к концу, и, в глазах греков-киприотов, турецкая оккупация сменилась британской оккупацией (англократия).
К наследию османов на Кипре относится небольшой форт в Пафосе, ряд мечетей и гробниц, в частности, Мечеть Хала Султан Текке в районе города Ларнака.

## Британское колониальное господство

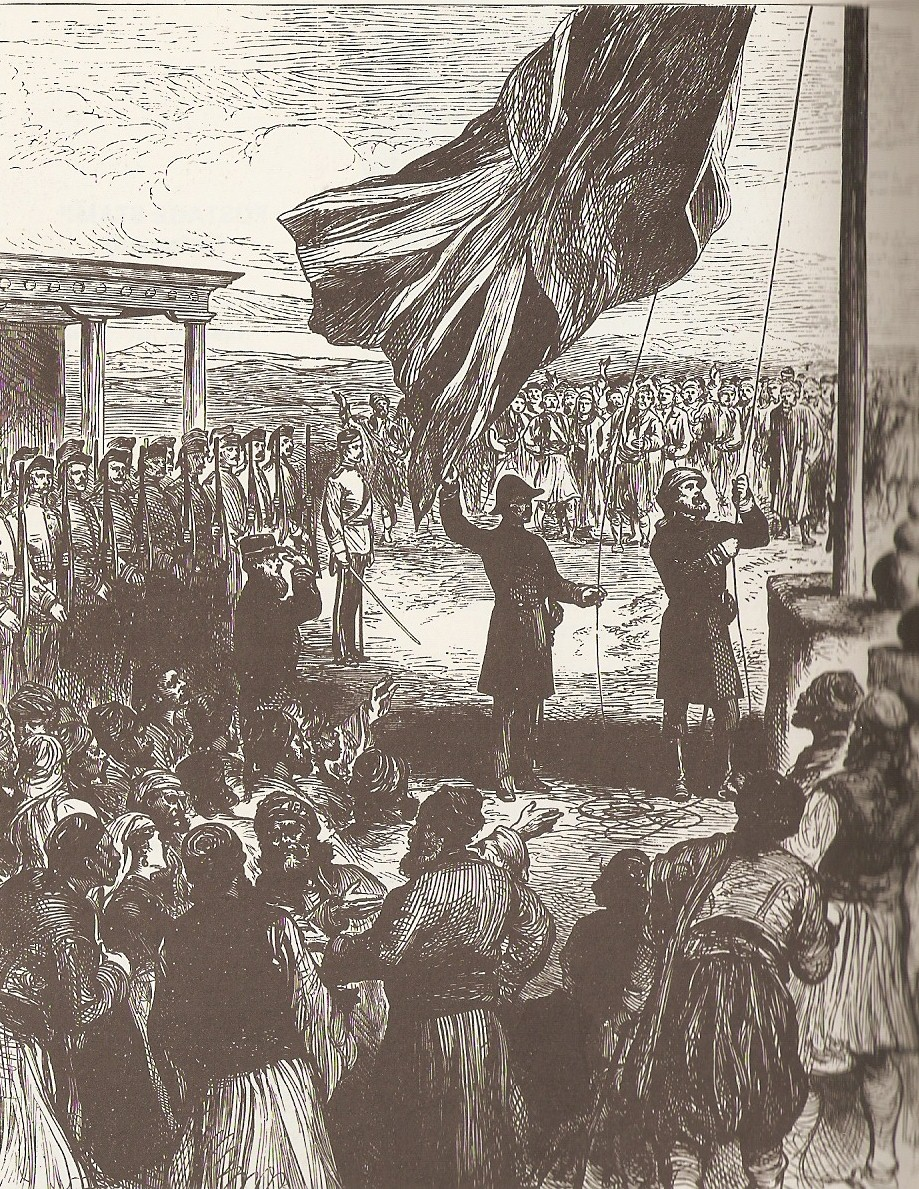
Поднятие британского флага в Никосии

В 1878 году между Британской Империей и Турцией была заключена Кипрская Конвенция 1878 года, тайный англо-турецкий договор об «оборонительном союзе», направленном против России. Договор был подписан 4 июня 1878 в Стамбуле перед открытием Берлинского конгресса 1878 года. Великобритания обязалась помочь Османской империи «силой оружия», если Россия, удержав за собой Батум, Ардаган и Карс, попытается приобрести новые территории в Малой Азии. Взамен Турция согласилась на оккупацию Великобританией острова Кипр. Конвенция была аннулирована англичанами 5 ноября 1914 в связи с вступлением Турции в Первую мировую войну на стороне Германии и аннексией Кипра Великобританией.
Окончательно остров был аннексирован в 1914 в ходе Первой мировой войны. Реальная власть на Кипре перешла в руки британского губернатора, был образован орган самоуправления — Законодательный Совет.
В 1925 году Великобритания официально объявила Кипр своей коронной колонией (англ. Crown colony). Уже в 1931 году среди греческого населения вспыхивают беспорядки с требованием энозиса (объединения с Грецией), повлёкшие за собой гибель 6 человек и поджог здания британской администрации в Никосии. В ходе подавления беспорядков арестованы 2 тыс. чел.
Колониальные власти, прибегнув к тактике «разделяй и властвуй», лавируют между двумя основными общинами острова; для подавления Октябрьского восстания 1931 года, охватившего греков-киприотов, использовалась «резервная полиция», набранная из турок-киприотов.
В ходе Второй мировой войны греки-киприоты приняли участие в военных действиях, сражаясь на стороне британцев. Это породило широкие ожидания, что по окончании войны Британия признает независимость острова, однако эти надежды не оправдались.
После Второй мировой войны среди греческого населения нарастает движение за объединение исторических греческих территорий, в том числе Кипра, с Грецией (энозис, греч. «воссоединение»). В январе 1950 проходит референдум, на котором греческое большинство голосует за энозис. Британия отказалась признавать итоги референдума.
Усиливаются позиции Коммунистической партии Кипра (АКЭЛ). Однако коммунисты обвиняются многими греками-киприотами в отказе от энозиса.
Во время британского правления на Кипре была построена железная дорога (Cyprus Government Railway), работавшая в период 1905—1951, и насчитывавшая 39 станций. 31 декабря 1951 года железная дорога была закрыта по финансовым причинам.
В 1955 первое вооружённое столкновение греков с англичанами привело к основанию ЭОКА (греч. Этники Органозис Киприон Агонистон — Союз борцов за освобождение нации), которая начала вооружённую кампанию в поддержку прекращения британского колониального правления и объединения Кипра с Грецией. В ходе первой серии нападений на британских военных и чиновников погибли до 100 британцев, а также ряд греков-киприотов, заподозренных в коллаборационизме. Атаки ЭОКА не затронули резервную полицию, набранную из турок-киприотов, однако вызвали нарастающие трения между двумя общинами.
В сентябре 1955 года в Турции проходят греческие погромы, формируется военизированная группировка «Волкан», ведущая борьбу с ЭОКА. В 1956 году Британия доводит количество своих войск на Кипре до 30 тысяч и проводит массовые репрессии.
В 1957 году при прямой помощи Турции турки-киприоты формируют боевую организацию ТМТ. Британия поддерживает появление ТМТ, как противовеса греческой ЭОКА.
К 1959 году движению ЭОКА удалось избавиться от англичан, но основная цель — присоединение к Греции — не была достигнута.
К наследию Британии на Кипре относится, в частности, левостороннее движение и две сохраняющиеся военные базы, которые находятся под британским суверенитетом.
Электросети острова построены по британскому стандарту. Они имеют розетки британского образца (см. BS 1363), и напряжение 250 вольт.

## Нарастание межобщинной напряжённости 1960—1974
В 1960 году Кипр получил независимость, и в ходе переговоров между Великобританией, Грецией и Турцией был разделён на две общины — турецкую и греческую. Британия сохранила за собой две суверенные базы Акротири и Декелия. На остров было введено небольшое количество войск Греции и Турции.
По конституции 1960 года было признано существование двух самоуправляемых общин, греческой (примерно 80 %) и турецкой (примерно 18 %). Баланс сил, установленный по ливанской модели, поддерживался державами-гарантами — Великобританией, Грецией и Турцией. Установленные этнические квоты не соответствовали проценту турок в населении (18 %). Так, в полиции и госаппарате устанавливалась квота 30 %, в армии 40 %.

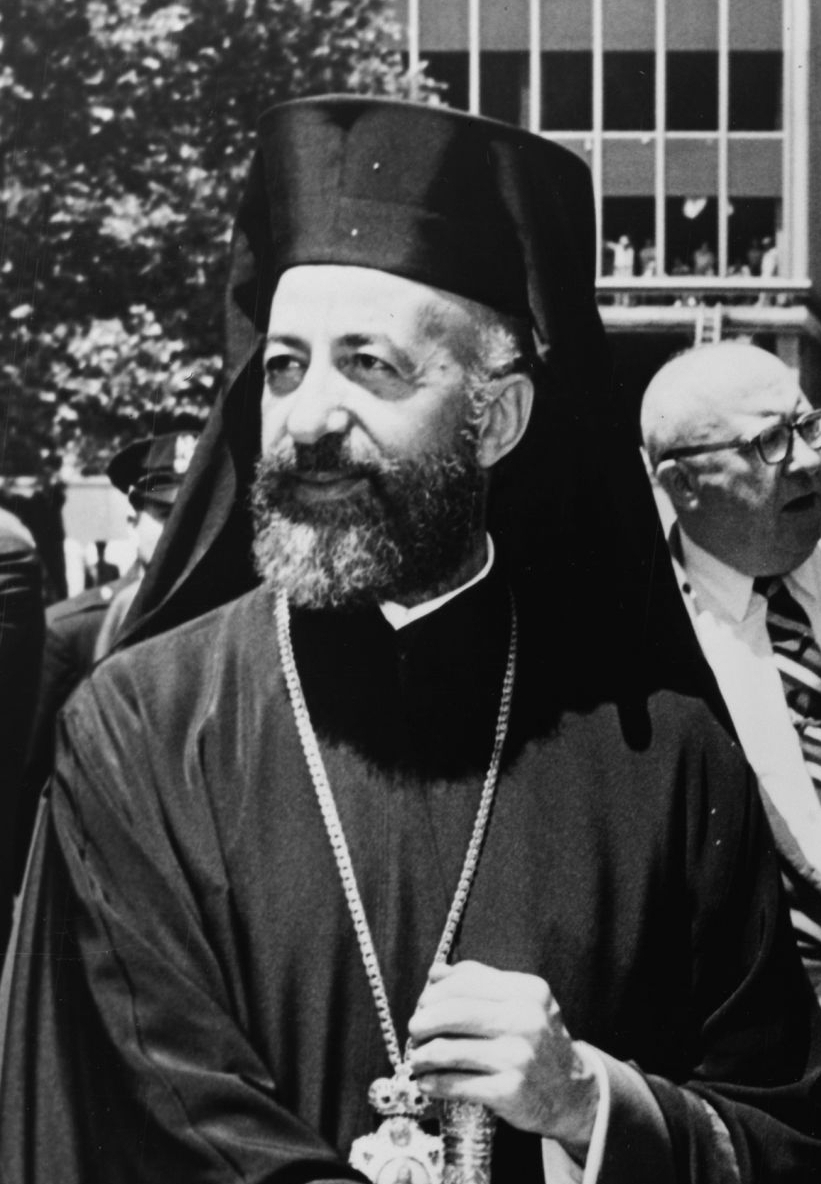
Основатель Республики Кипр Архиепископ Макарий III

В то же время среди греков оставалась крайне популярной идея энозиса, совершенно неприемлемая для турок-киприотов. В ответ на доктрину энозиса турецкое население выдвинуло доктрину таксим (тур. «отделение»), разделения острова на греческую часть, свободную совершить энозис, если она так пожелает, и турецкую. Сложность была в смешении греков и турок по всему острову, так что практическое воплощение доктрины таксим потребовало бы перемещения больших масс людей.
Между двумя общинами постепенно начала нарастать напряжённость, вызванная как несовместимыми ожиданиями (энозис и таксим), так и следующими фактами:
- Этническая квота 70:30 греков к туркам в органах власти была объявлена конституцией, но не выполнялась;
- Образование раздельных муниципалитетов также не было проведено;
- Право вето лидеров турок-киприотов при принятии налогов;
- Вице-президентом по конституции являлся турок, обладавший правом вето по вопросам внешней политики, тогда как министром иностранных дел — грек, что приводило к конфликтам;

Нарастание межобщинной напряжённости привело к образованию вооружённых формирований, фактически попавших под контроль, соответственно, Греции и Турции.
В ответ на деятельность ЭОКА турецкая община сформировала организацию ТМТ (Турецкая организация обороны).
В ноябре 1963 года лидер греков Архиепископ Макарий III предложил серию поправок, призванных вернуть конституции работоспособность. Они были полностью отвергнуты турками и лидером турецкой общины вице-президентом доктором Фазылом Кючюком. Турки отказались от участия в любых органах власти.
21 декабря 1963 года в Никосии греческий патруль остановил для проверки документов турецкую пару, после этого началась перестрелка, в которой погибло двое турок и греческий полицейский. Начались ожесточённые столкновения между греками и турками. В результате множество турок перебралась с традиционных мест обитания в анклавы или в турецкую зону. По официальной версии, во время этих событий, которые назвали «Кровавым Рождеством», погибло 133 грека и 41 пропал без вести, погибло 191 турок и 173 пропало без вести.
Никто не использует танк, чтобы поймать мышь в поле. Кот лучше сделает такую работу. 
Полковник Гривас, основатель движения ЭОКА, в книге «Партизанская война и борьба ЭОКА»
Ситуация могла вызвать вооружённый конфликт между двумя членами НАТО, Грецией и Турцией, в самый разгар холодной войны. Британия, как одна из держав-гарантов, предложила отправить на остров нейтральные силы НАТО, что было отвергнуто Макариосом. 15 февраля 1964 Британия подняла вопрос на Совете Безопасности ООН, и в тот же день Макариос сообщил Совету Безопасности о явной подготовке турецкими войсками вторжения.
В соответствии с резолюцией Совета Безопасности ООН № 186 от 4 марта 1964 на остров прибыли миротворческие силы ООН, остающиеся на нём до сего дня.
В 1967 последовало новое обострение конфликта, когда греческие националисты под руководством Георгиоса
Гриваса убили 26 турок, а в ответ Турция начала подготовку ко вторжению, вслед за чем предъявила ультиматум — удаление Гриваса с острова, выплата компенсаций пострадавшим, роспуск Национальной гвардии Кипра. В итоге Гриваса удалили с острова, однако Макариос отказался распустить Национальную гвардию.

## Греко-турецкий конфликт

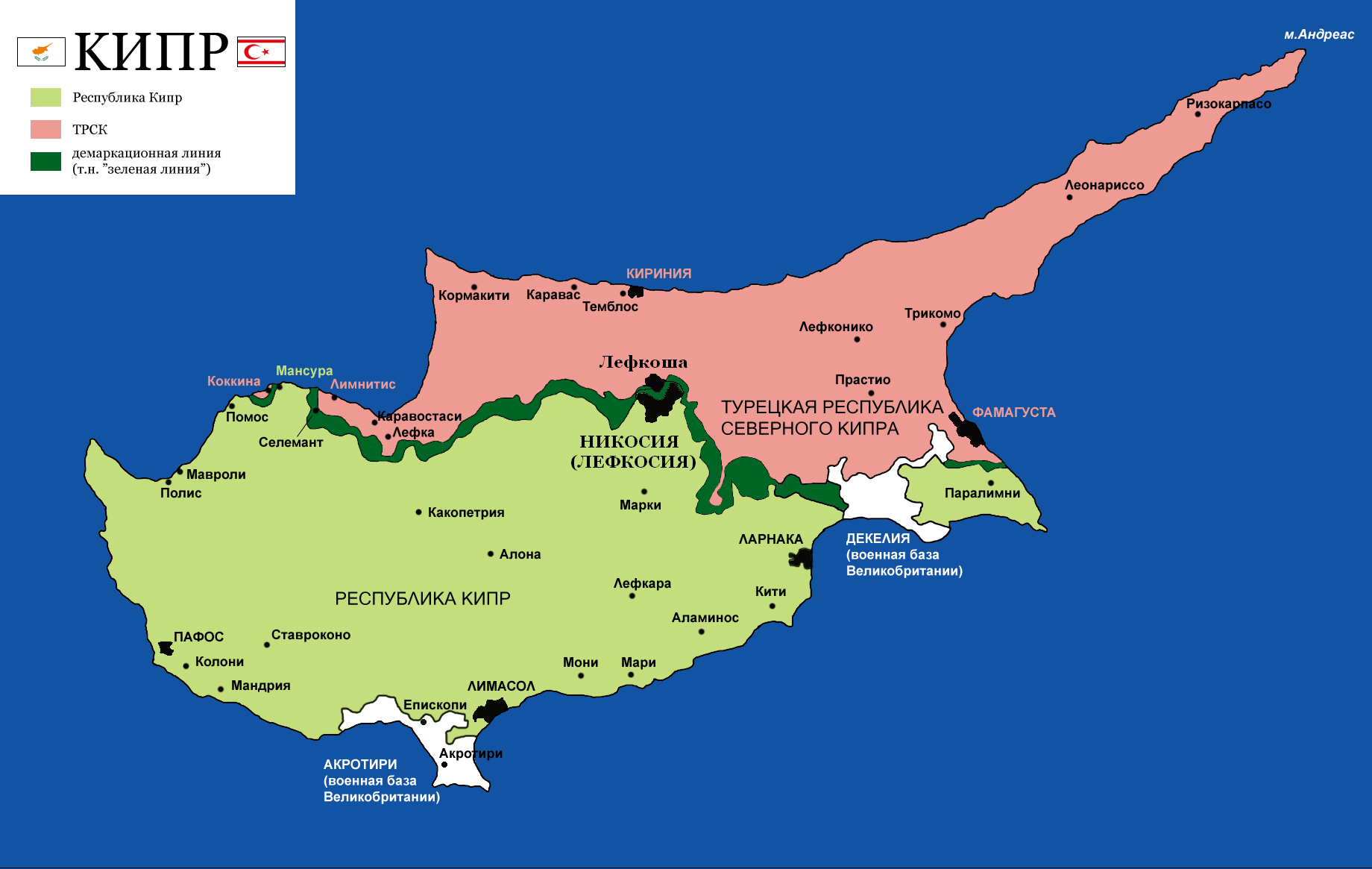
Карта Кипра

В 1974 году военная хунта чёрных полковников в Греции организовала государственный переворот на Кипре, основной силой которого стали вооружённые формирования греческой общины — Кипрская национальная гвардия, возглавляемая офицерами из Греции. 15 июля 1974 года Макарий III был свергнут, и заменён Никосом Гиоргадисом Сампсоном, лидером организации ЭОКА-Б. 
Турецкими властями это рассматривалось как прелюдия к объединению Кипра и Греции с возможной перспективой этнических чисток по отношению к туркам-киприотам, тем более что переворот сопровождался третьей по счёту с 1960 года крупной вспышкой беспорядков на этнической почве. Турецкая армия высадилась на острове и в ходе боевых действий поставила под свой контроль порядка 35 % площади острова. С того времени Кипр остается фактически разделённым на две неравные части — греческую и турецкую. 23 июля 1974 года Сампсон был вынужден уйти в отставку и передать полномочия председателю парламента Глафкосу Клиридису. Макарий III, бежавший в Великобританию, в 1975 году возвратился на Кипр и вновь занял пост президента, управляя контролируемой греческой общиной южной частью острова до своей кончины 3 августа 1977 года. 
В 1974 году турецкая община вводит собственную валюту — лиру, в противовес кипрскому фунту. Турецкие войска в ходе второй фазы вторжения (14 августа 1974 года) занимают 38 % территории острова и устанавливают линию раздела — т. н. «линию Аттилы». По утверждению турецкой стороны, занятие трети территории острова объясняется тем, что турки-киприоты составляли на тот момент около 35 % населения Кипра. Эта цифра оспорена греческой стороной, считающей, что турки-киприоты составляли около 18 % населения.
В знак протеста против неспособности структур НАТО остановить конфликт Греция выходит из военной структуры этой организации, но в 1981 году возобновляет своё участие в ней.
В ходе раздела острова из турецкой части Кипра бежало до 200 тыс. греков, из греческой — до 30 тыс. турок.
Линию, разделяющую остров на два сектора, охраняет контингент Вооружённых сил ООН по поддержанию мира на Кипре (ВСООНК). Осенью 2004 года Генеральный секретарь ООН Кофи Аннан рекомендовал Совету Безопасности продлить мандат этих сил, но сократить на треть численность их военного компонента — с 1230 до 860, укрепив при этом политические и гражданские компоненты миссии.

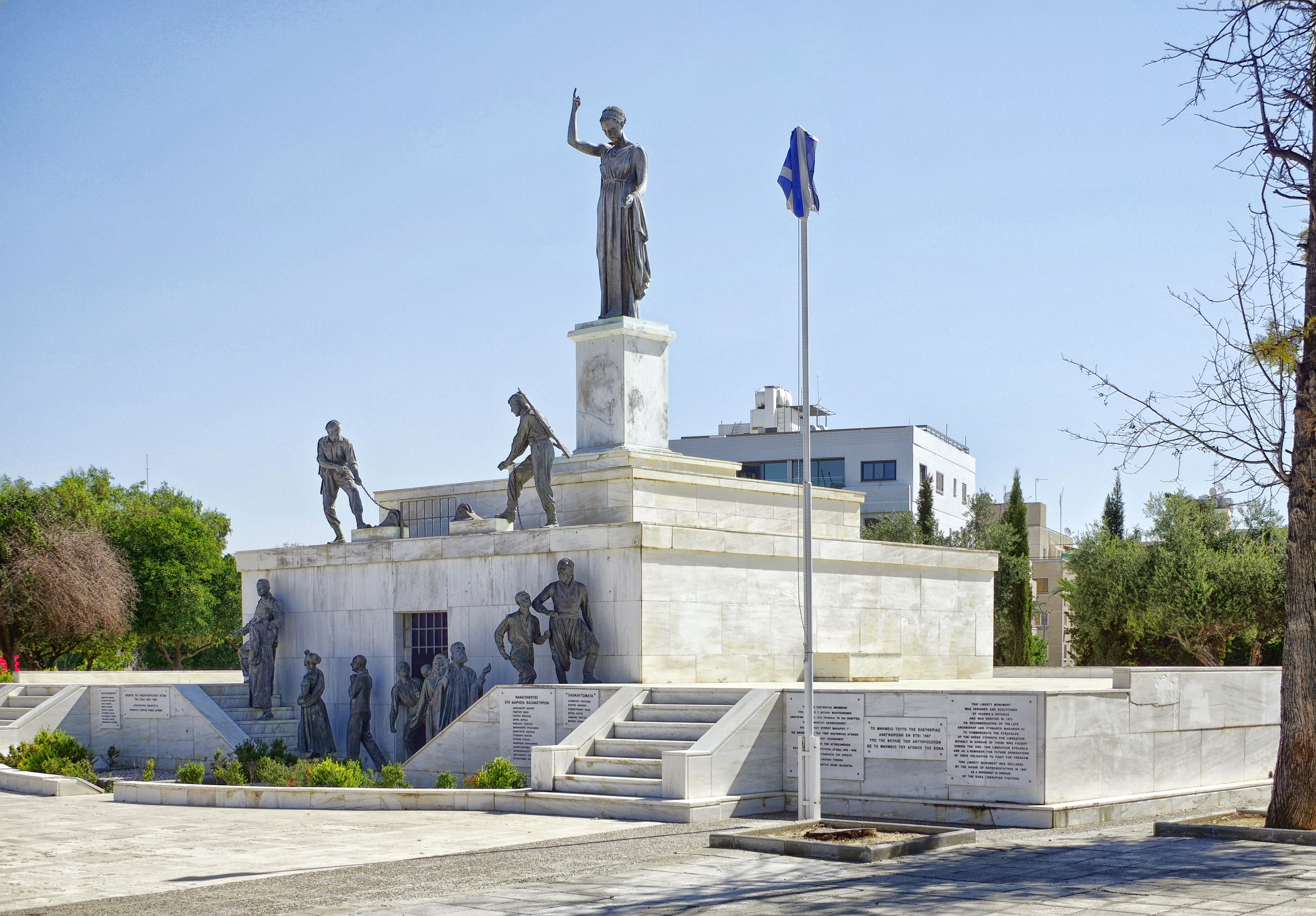
Монумент бойцам ЭОКА, Никосия

В 1983 году турецкий сектор провозгласил себя Турецкой Республикой Северного Кипра, однако это государство признала только Турция. Согласно международному праву, Республика Кипр сохраняет суверенитет над всей территорией, входившей в её состав до 1974. Согласно резолюции Совета Безопасности ООН № 541 от 18 ноября 1983 года Турецкая Республика Северного Кипра является незаконным образованием, а турецкие войска должны быть выведены.
Переговоры об объединении острова идут уже давно. Последняя попытка провалилась на референдуме, который прошёл на острове под эгидой ООН 26 апреля 2004 года. Против объединения проголосовали 75 % греков-киприотов, в отличие от турок-киприотов, большинство из которых поддержали объединение на основе плана, предложенного Генеральным секретарём ООН Кофи Аннаном (следует признать, однако, что в референдуме участвовали не только турки-киприоты, но и переехавшие на Кипр переселенцы из Турции, при этом, по мнению греческих властей Республики Кипр, их число уже превышает численность турок-киприотов). Определённые надежды на прогресс переговорного процесса дало избрание в 2008 году президентом Кипра коммуниста Димитриса Христофиаса.
В 2004 году Кипр вступил в Европейский союз. Фактически членом Евросоюза является лишь греческая часть острова. Евросоюз считает, что юрисдикция Республики Кипр должна распространяться и на территорию, контролируемую турками.
За 30 лет фактически раздельного существования возникла значительная разница в экономическом развитии северной и южной частей острова. Турецкие власти разрешают продажу недвижимости, в том числе оставленной греческими беженцами, что власти Республики Кипр считают незаконным. Покупка такой недвижимости по законам Республики Кипр считается преступлением.
На территории, контролируемой ТРСК, ряду городов присвоены турецкие названия, многие православные и католические храмы переделаны в мечети. Власти Республики Кипр не признают эти шаги; на всех картах, продаваемых в греческой части острова, указаны старые названия городов и население по состоянию на 1973 год. Значительное недовольство греческой общины также вызывает организованное Турцией массовое переселение на Северный Кипр анатолийских турок.

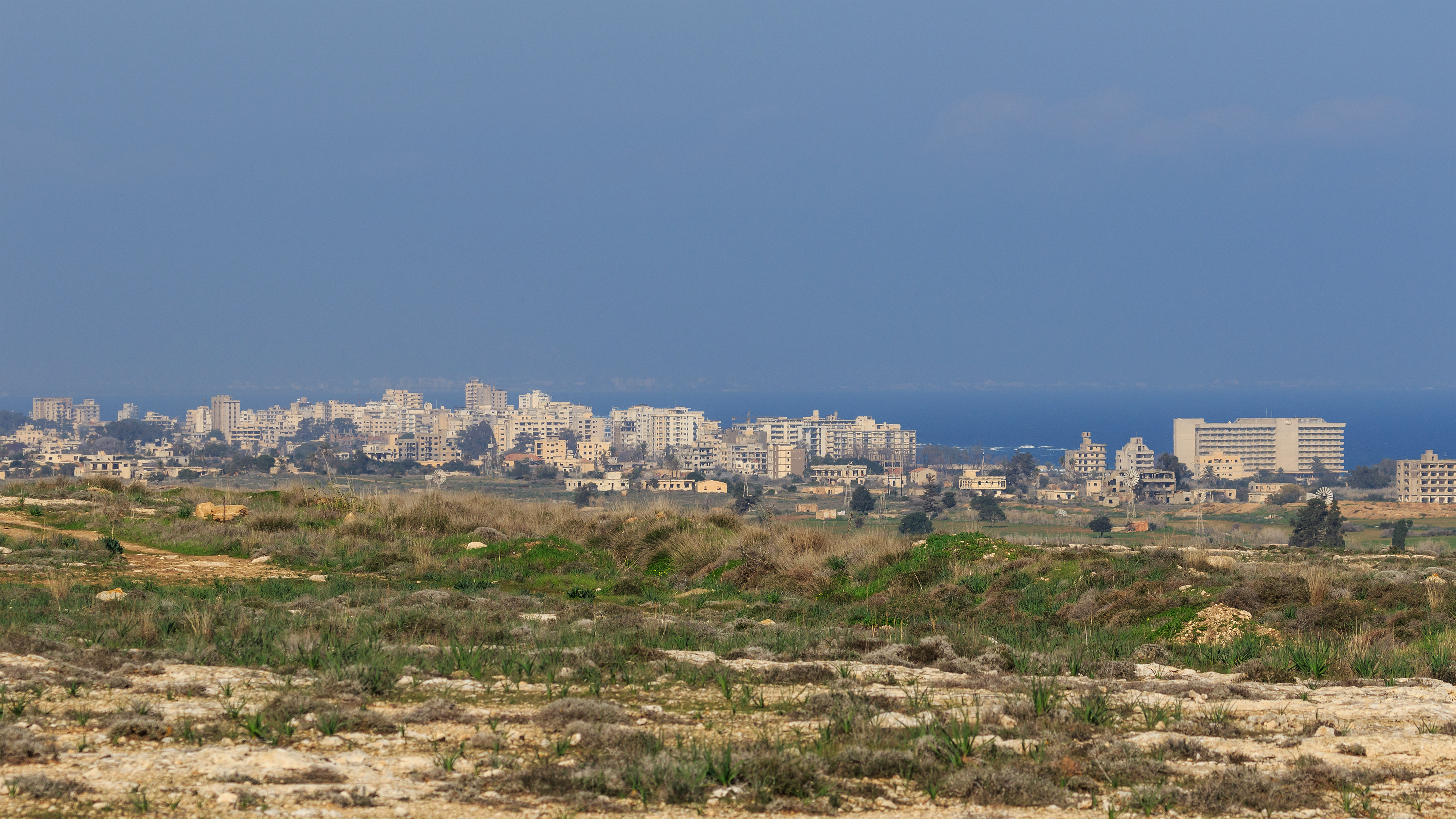
«Город-призрак» Фамагуста (квартал Вароша, закрытый в 1974 году турецкими войсками)

## В XXI веке
В 2007 году, уже после вступления Кипра в ЕС, неожиданно для всего мирового сообщества, небольшая часть стены, разделявшая две части кипрской столицы Никосии на греческую и турецкую части, была демонтирована. Между двумя частями острова было открыто свободное перемещение через КПП Амохостос (КПП расположен в районе деревни Вресулис) и Никосия, в том числе и для иностранных туристов. Виза самопровозглашённой Турецкой Республики Северного Кипра ставится на отдельный вкладыш, чтобы не вызывать проблем с греческими властями.
В то же самое время попытка попасть на территорию, контролируемую Республикой Кипр, в отсутствие её официальной визы, с территории Северного Кипра может быть расценена как незаконное пересечение границы.
В марте 2008 года греческая и турецкая общины Кипра приступили к окончательному демонтажу стены на столичной улице Ледра, разделяющей территорию острова на две части. Договорённости об этом были достигнуты во время переговоров лидеров греческой и турецкой части острова.
С 1 января 2008 года Республика Кипр вошла в еврозону.
В феврале 2008 года на президентских выборах победил кандидат от коммунистической партии АКЭЛ Димитрис Христофиас, став единственным в Евросоюзе коммунистом — главой государства. Димитрис Христофиас оставался на посту президента Кипра до 2013 г.
В 2013–2023 годах президентом страны был представитель партии Демократическое объединение (DISY), Никос Анастасиадис. На выборах в феврале 2023 года победил кандидат от блока центристских и националистических партий Никос Христодулидис.